# كاميلا مارتينز بيريرا
كاميلا مارتينز بيريرا (بالبرتغالية: Camila Martins Pereira‏) (10 أكتوبر 1994 في البرازيل - ) هي لاعبة كرة قدم برازيلية في مركز الدفاع. لعبت مع Sociedade Esportiva Kindermann ‏ وهيوستن داش وAssociação Ferroviária de Esportes (women) ‏ ونادي فيروفياريا وSociedade Esportiva Tiradentes ‏.

## وصلات خارجية
- كاميلا مارتينز بيريرا على موقع الاتحاد الدولي (مؤرشف)  (الإنجليزية)
- كاميلا مارتينز بيريرا على موقع قاعدة بيانات كرة القدم.إي يو (الإنجليزية)
- كاميلا مارتينز بيريرا على موقع Soccerway.com (الإنجليزية)
- كاميلا مارتينز بيريرا على موقع عالم كرة القدم.نت (الإنجليزية)
- كاميلا مارتينز بيريرا على موقع أوليمبيديا (الإنجليزية)